# Cryptantha
Genre
Cryptantha est un genre de plantes à fleurs de la famille des Boraginaceae. Il comprend une centaine d'espèces originaires des Amériques, dont l'espèce type Cryptantha glomerata.

## Liste des espèces
Selon GBIF (10 juin 2021) :
- Cryptantha abata I.M.Johnst.
- Cryptantha affinis (A.Gray) Greene
- Cryptantha alfalfalis (Phil.) I.M.Johnst.
- Cryptantha alyssoides (A.DC.) Reiche
- Cryptantha ambigua (A.Gray) Greene
- Cryptantha angustifolia (Torr.) Greene
- Cryptantha aprica (Phil.) Reiche
- Cryptantha argentea I.M.Johnst.
- Cryptantha aspera (Phil.) Grau
- Cryptantha barbigera (A.Gray) Greene
- Cryptantha calycina (Phil.) Reiche
- Cryptantha calycotricha I.M.Johnst.
- Cryptantha candolliana Brandegee
- Cryptantha capituliflora (Clos) Reiche
- Cryptantha chaetocalyx (Phil.) I.M.Johnst.
- Cryptantha chispae Grau
- Cryptantha clandestina (Trevis.) I.M.Johnst.
- Cryptantha clevelandii Greene
- Cryptantha clokeyi I.M.Johnst.
- Cryptantha corollata (I.M.Johnst.) I.M.Johnst.
- Cryptantha crassisepala (Torr. & Gray) Greene
- Cryptantha crinita Greene
- Cryptantha cynoglossoides (Phil.) I.M.Johnst.
- Cryptantha decipiens (M.E.Jones) A.Heller
- Cryptantha dichita (Phil.) I.M.Johnst.
- Cryptantha diffusa (Phil.) I.M.Johnst.
- Cryptantha dimorpha (Phil.) Greene
- Cryptantha dolichophylla (Phil.) Reiche
- Cryptantha dumetorum (Greene ex A.Gray) Greene
- Cryptantha echinella Greene
- Cryptantha excavata Brandegee
- Cryptantha fendleri (A.Gray) Greene
- Cryptantha filaginea (Phil.) Reiche
- Cryptantha filiformifolia J.F.Macbr.
- Cryptantha filiformis (Phil.) Reiche
- Cryptantha flaccida (Douglas) Greene
- Cryptantha foliosa (Greene) Greene
- Cryptantha ganderi I.M.Johnst.
- Cryptantha gayi I.M.Johnst.
- Cryptantha globulifera (Clos) Reiche
- Cryptantha glomerata Lehm. ex Fisch. & C.A.Mey.
- Cryptantha glomeriflora Greene
- Cryptantha glomerulifera (Phil.) I.M.Johnst.
- Cryptantha gnaphalioides (A.DC.) Reiche
- Cryptantha gracilis Osterh.
- Cryptantha granulosa (Ruiz & Pav.) I.M.Johnst.
- Cryptantha haplostachya (Phil.) I.M.Johnst.
- Cryptantha hispida (Phil.) Reiche
- Cryptantha hispidula Greene ex Brand
- Cryptantha hooveri I.M.Johnst.
- Cryptantha incana Greene
- Cryptantha intermedia (A.Gray) Greene
- Cryptantha involucrata (Phil.) Reiche
- Cryptantha juniperensis R.B.Kelley & M.G.Simpson
- Cryptantha kelseyana Greene
- Cryptantha kingii (Phil.) Reiche
- Cryptantha latefissa R.L.Pérez-Mor.
- Cryptantha leiocarpa (Fisch. & C.A.Mey.) Greene
- Cryptantha limensis (A.DC.) I.M.Johnst.
- Cryptantha linearis (Colla) Greene
- Cryptantha linearis Brandegee
- Cryptantha longifolia (Phil.) Reiche
- Cryptantha marioricardiana Teillier
- Cryptantha mariposae I.M.Johnst.
- Cryptantha maritima (Greene) Greene
- Cryptantha marticorenae Grau
- Cryptantha martirensis M.G.Simpson & Rebman
- Cryptantha mendocina I.M.Johnst.
- Cryptantha microstachys (Greene ex A.Gray) Greene
- Cryptantha milobakeri I.M.Johnst.
- Cryptantha minima Rydb.
- Cryptantha mirabunda Brand
- Cryptantha mohavensis (Greene) Greene
- Cryptantha multicaule A.Nelson
- Cryptantha muricata (Hook. & Arn.) A.Nelson & J.F.Macbr.
- Cryptantha nemaclada Greene
- Cryptantha nevadensis A.Nelson & Kenn.
- Cryptantha nubigena (Greene) Payson
- Cryptantha oxygona (A.Gray) Greene
- Cryptantha papillosa R.L.Pérez-Mor.
- Cryptantha patagonica I.M.Johnst.
- Cryptantha patula Greene
- Cryptantha peruviana I.M.Johnst.
- Cryptantha phacelioides (Clos) Reiche
- Cryptantha pondii Greene
- Cryptantha ponelii Greene
- Cryptantha pterocarya (Torr.) Greene
- Cryptantha rattanii Greene
- Cryptantha recurvata Coville
- Cryptantha romanii I.M.Johnst.
- Cryptantha scoparia A.Nelson
- Cryptantha simulans Greene
- Cryptantha sparsiflora (Greene) Greene
- Cryptantha spathulata (Phil.) Reiche
- Cryptantha subamplexicaulis (Phil.) Reiche
- Cryptantha taltalensis I.M.Johnst.
- Cryptantha texana (A.DC.) Greene
- Cryptantha torreyana (A.Gray) Greene
- Cryptantha traskiae I.M.Johnst.
- Cryptantha utahensis (A.Gray) Greene
- Cryptantha varians Brand
- Cryptantha volckmannii (Phil.) I.M.Johnst.
- Cryptantha watsonii (A.Gray) Greene
- Cryptantha werdermanniana I.M.Johnst.
- Cryptantha wigginsii I.M.Johnst.

## Systématique
Cryptantha glomerata est l'espèce type, décrite en 1837 par le botaniste écossais George Don, à partir des travaux du naturaliste allemand Johann Georg Christian Lehmann.
Les genres suivants sont synonymes de Cryptantha selon GRIN (10 juin 2021) :
- Eremocarya Greene (synonyme possible)
- Greeneocharis Gürke & Harms
- Johnstonella Brand
- Krynitzkia Fisch. & C. A. Mey.
- Oreocarya Greene
- Wheelerella G. B. Grant